# ATP Bolzano
ATP Bolzano – męski turniej tenisowy wchodzący w skład rozgrywek ATP World Tour rozgrywany na nawierzchni dywanowej w hali w Bolzano w latach 1992–1993.

## Mecze finałowe

### gra pojedyncza mężczyzn
| Rok  | Zwycięzca      | Finalista      | Wynik            |
| 1993 | Jonathan Stark | Cédric Pioline | 6:3, 6:2         |
| 1992 | Thomas Enqvist | Arnaud Boetsch | 6:2, 1:6, 7:6(7) |

### gra podwójna mężczyzn
| Rok  | Zwycięzcy                       | Finaliści                     | Wynik         |
| 1993 | Hendrik Jan Davids Piet Norval  | David Adams Andriej Olchowski | 6:3, 6:2      |
| 1992 | Anders Järryd Bent-Ove Pedersen | Tom Nijssen Cyril Suk         | 6:1, 6:7, 6:3 |